# Mano Menezes
Mano Menezes, właśc. Luiz Antônio Venker de Menezes (ur. 11 czerwca 1962 w Passo do Sobrado) – brazylijski trener i piłkarz.